# Prince of Darkness (album Big Daddy Kane’a)
Prince of Darkness – czwarty studyjny album amerykańskiego rapera Big Daddy Kane’a. Został wydany w 1991 roku.

## Lista utworów
| Nr | Tytuł                   | Producent(ci)                         | Wykonawcy                           |
| -- | ----------------------- | ------------------------------------- | ----------------------------------- |
| 1  | "Prince of Darkness"    | Big Daddy Kane                        | Big Daddy Kane                      |
| 2  | "The Lover in You"      | Big Daddy Kane, Michael Warner        | Big Daddy Kane                      |
| 3  | "Git Bizzy"             | Big Daddy Kane                        | Big Daddy Kane                      |
| 4  | "Ooh, Aah, Nah-Nah-Nah" | Big Daddy Kane                        | Big Daddy Kane                      |
| 5  | "Brother, Brother"      | Big Daddy Kane                        | Big Daddy Kane, Little Daddy Shane  |
| 6  | "Groove With It"        | Michael Stokes                        | Big Daddy Kane                      |
| 7  | "I'm Not Ashamed"       | Big Daddy Kane, Michael Warner        | Big Daddy Kane, Alyson Williams     |
| 8  | "Troubled Man"          | Mister Cee, Big Daddy Kane, T.R. Love | Big Daddy Kane                      |
| 9  | "T.L.C."                | Big Daddy Kane, Michael Warner        | Big Daddy Kane                      |
| 10 | "Float"                 | Big Daddy Kane                        | Big Daddy Kane                      |
| 11 | "Come on Down"          | Big Daddy Kane                        | Big Daddy Kane, Q-Tip, Busta Rhymes |
| 12 | "Death Sentence"        | Big Daddy Kane                        | Big Daddy Kane                      |
| 13 | "Get Down"              | Big Daddy Kane                        | Big Daddy Kane                      |
| 14 | "Raw '91"               | Big Daddy Kane                        | Big Daddy Kane                      |
| 15 | "D.J.s Get no Credit"   | Big Daddy Kane                        | Big Daddy Kane, Mister Cee          |

## Sample
- "Brother, Brother"
  - "Get Out of My Life, Woman" - Lee Dorsey
  - "Rockin' Chair" - Gwen McCrae
  - "Playing Your Game, Baby" - Barry White
- "Come On Down"
  - "Burnin' Bridges" - Lalo Schifrin
- "Death Sentence"
  - "Good Ole Music" - Funkadelic
  - "The Easiest Way to Fall" - Freda Payne
- "Get Bizzy"
  - "Da Doo Run Run" - The Crystals
  - "Ain't No Sunshine" - Bill Withers
  - "Give Me Your Love (Love Song)" - Curtis Mayfield
  - "Misdemeanor" - Foster Sylvers
  - "One Man Band (Plays All Alone) - Monk Higgins
- "Get Down"
  - "I Got Ants In My Pants" - James Brown
  - "The Big Beat" - Billy Squier
  - "Atomic Dog" - George Clinton
- "Prince Of Darkness"
  - "Be Alright" - Zapp
  - "Round and Round" - Tevin Campbell
- "Raw '91"
  - "Good to Me" - Otis Redding
  - "Raw" - Big Daddy Kane
  - "Rebel Without A Pause" - Public Enemy
- "The Lover In You"
  - "Pop Life" - Prince and The Revolution

## Notowania

### Album
| Rok  | Album              | Najwyższa pozycja | Najwyższa pozycja      | Najwyższa pozycja |
| Rok  | Album              | Billboard 200     | Top R&B/Hip Hop Albums |                   |
| 1991 | Prince of Darkness | 57                | 25                     |                   |

### Single
| Rok  | Tytuł              | Hot R&B/Hip-Hop Songs | Hot Rap Tracks |
| ---- | ------------------ | --------------------- | -------------- |
| 1992 | "Groove with It"   | 1                     | 1              |
| 1992 | "The Lover in You" | 1                     | 1              |